# مسرح أحداث أوروبا خلال الحرب العالمية الأولى
المسرح الأوروبي هو السبب الرئيسي ومسرح العمليات خلال الحرب العالمية الأولى وهو المكان الذي بدأت وانتهت فيه الحرب.وخلال أربع سنوات من الصراع، كانت أوروبا أحد مسارح هذه المعركة التي لم يسبق لها مثيل في حجم الجيوش المجهزة بميكانيكيات وتكنولوجيات جديدة، مما اسفر عن ملايين القتلى والجرحى.
كانت أوروبا أهم المسارح في هذا النزاع، بسبب أن معظم الدول المتحاربة كانت تقع في أوروبا،مما جعله المسرح الرئيسي في الحرب العالمية الأولى.

## نظرة عامة
كان المسرح الأوروبي ينقسم إلى أربعة مسارح للعمليات وهي: الجبهة الغربية، والجبهة الشرقية، والجبهة الإيطالية، وجبهة البلقان. ولكن لم تكن جميع الدول في أوروبا تشارك في الحرب. ولم يحدث قتال في جميع الدول الكبرى. فالمملكة المتحدة كانت أراضيها بعيدة عن أحداث الحرب، ومعظم فرنسا لم يتأثر. أكثر الدول التي تأثرت بأحداث الحرب في أوروبا كانت ألمانيا وإيطاليا. بعض البلدان الكبيرة في أوروبا ظلت محايدة لكامل الحرب مثل السويد وإسبانيا. وفي المقابل احتلت بعض البلدان مثل صربيا وبلجيكا ورومانيا من قبل دول أخرى مثل روسيا والدولة العثمانية وشهدت مسيرة الجيوش على معظم أراضيها، مع قدر كبير من الدمار الناتج.
دخلت الولايات المتحدة الحرب في أوروبا، ونظرا لأن بريطانيا العظمى هي المسيطرة على المحيط الأطلسي، فقد حارب الجيش الاميركي في أوروبا على الجبهة الغربية. وكان الجيش الاميركي ينقل الجنود والمعدات عن طريق السفن عبر المحيط حتى يتمكن من محاربة الألمان في فرنسا.

## الصراعات البحرية
بسبب الهيمنة لبريطانية والفرنسية البحرية، لم يحدث سوى قدر محدود من المعارك التي وقعت في البحار المحيطة بأوروبا. أرسل الألمان أسطولا بحرية لمحاصرة بريطانيا من البحر وإغراق السفن التجارة البريطانية لقطع المعونة عن بريطانيا ،ونجح ذلك في بداية الحرب.حدثت معركة واحدة كبيرة في المياه القريبة من أوروبا وهي معركة Jutland 31 مايو 1916 - 1 يونيو 1916 بين الاسطول الألماني وأسطول بريطانيا العظمى. وكانت هذه واحدة من أكبر المعارك البحرية في العالم.